# Бичківці

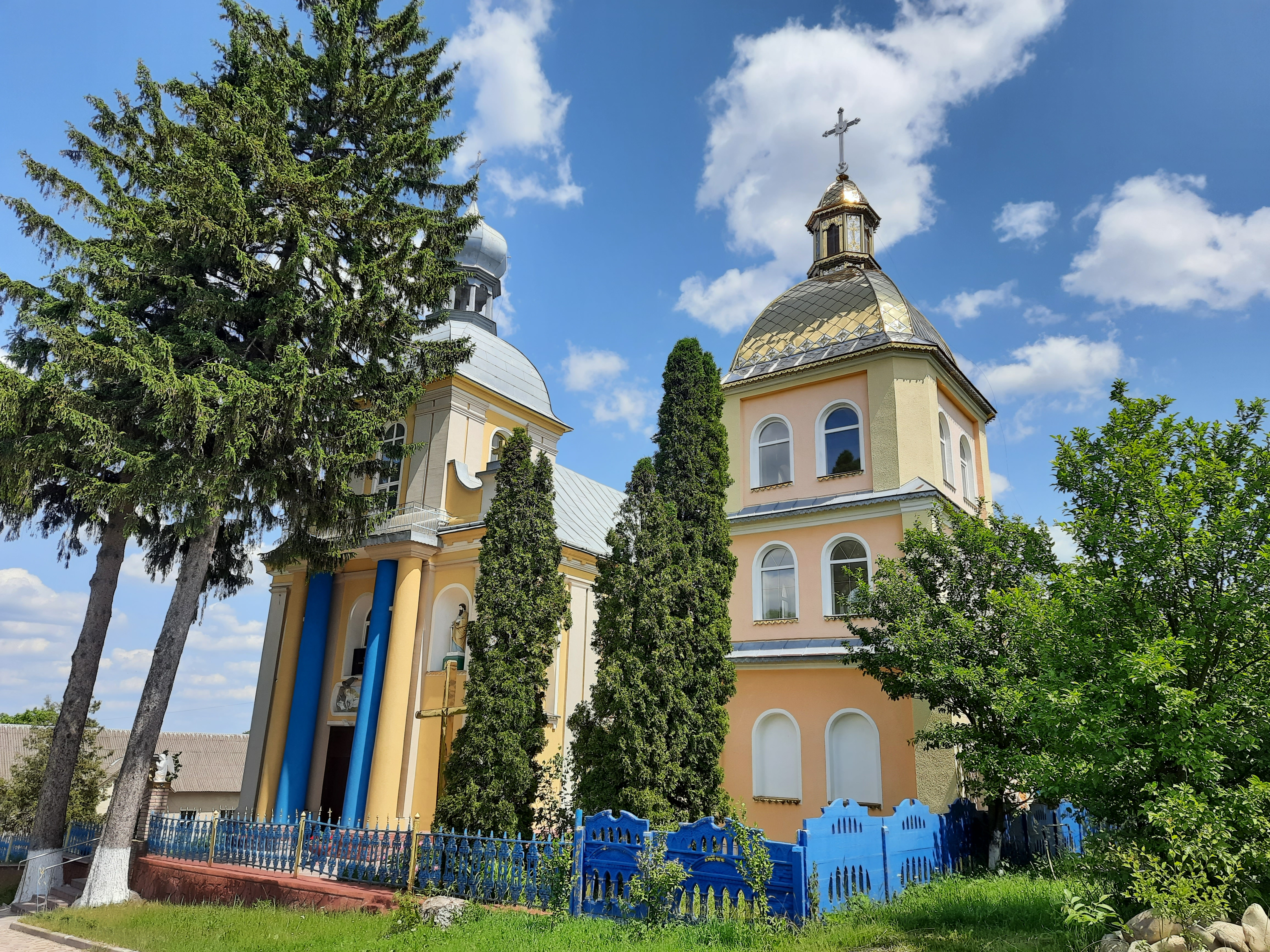
Церква Успіння святого апостола і євангеліста Івана Богослова (ПЦУ)

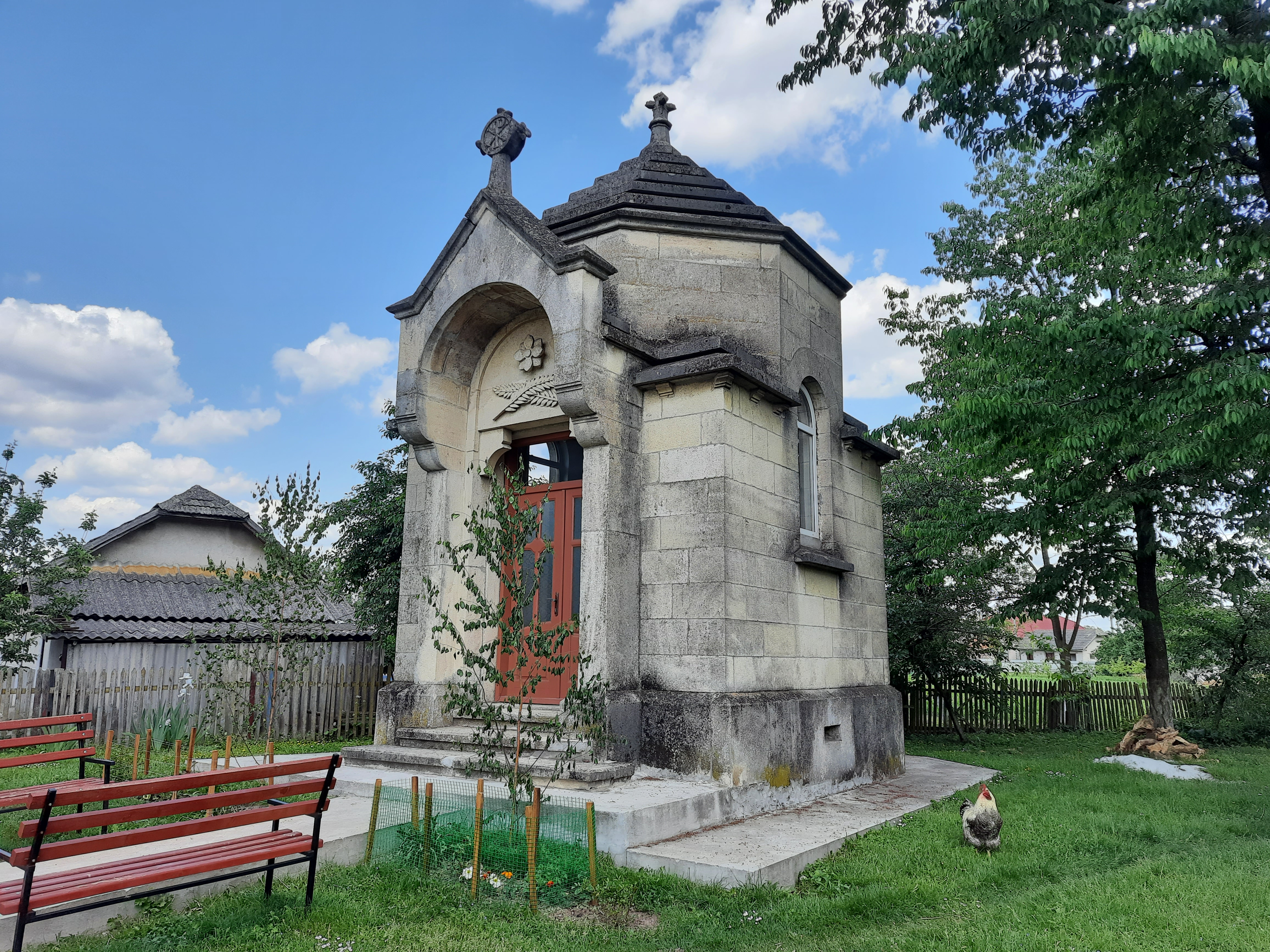
Каплиця Преображення Господнього (УГКЦ)

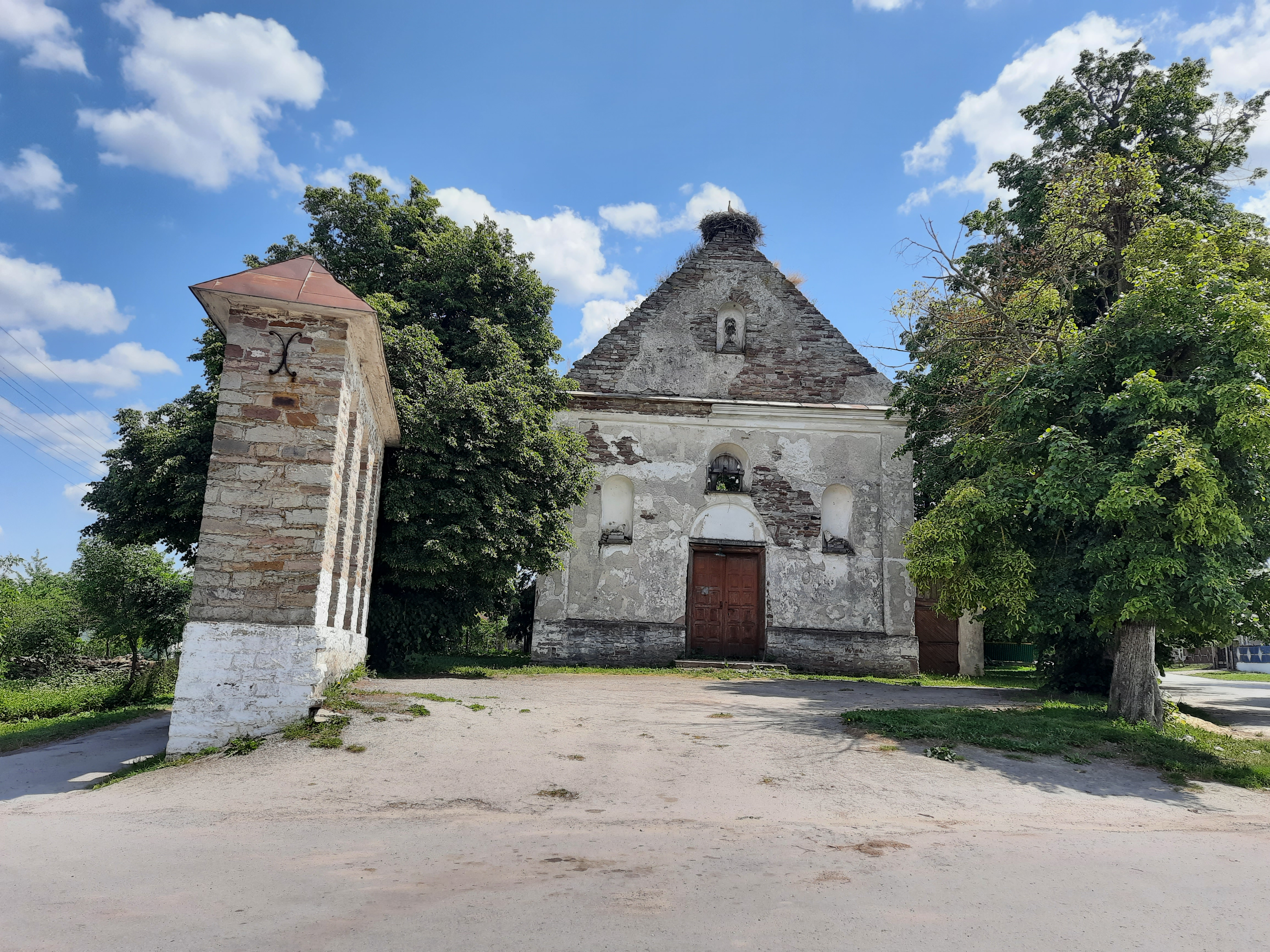
Колишній костел Матері Божої Скорботної

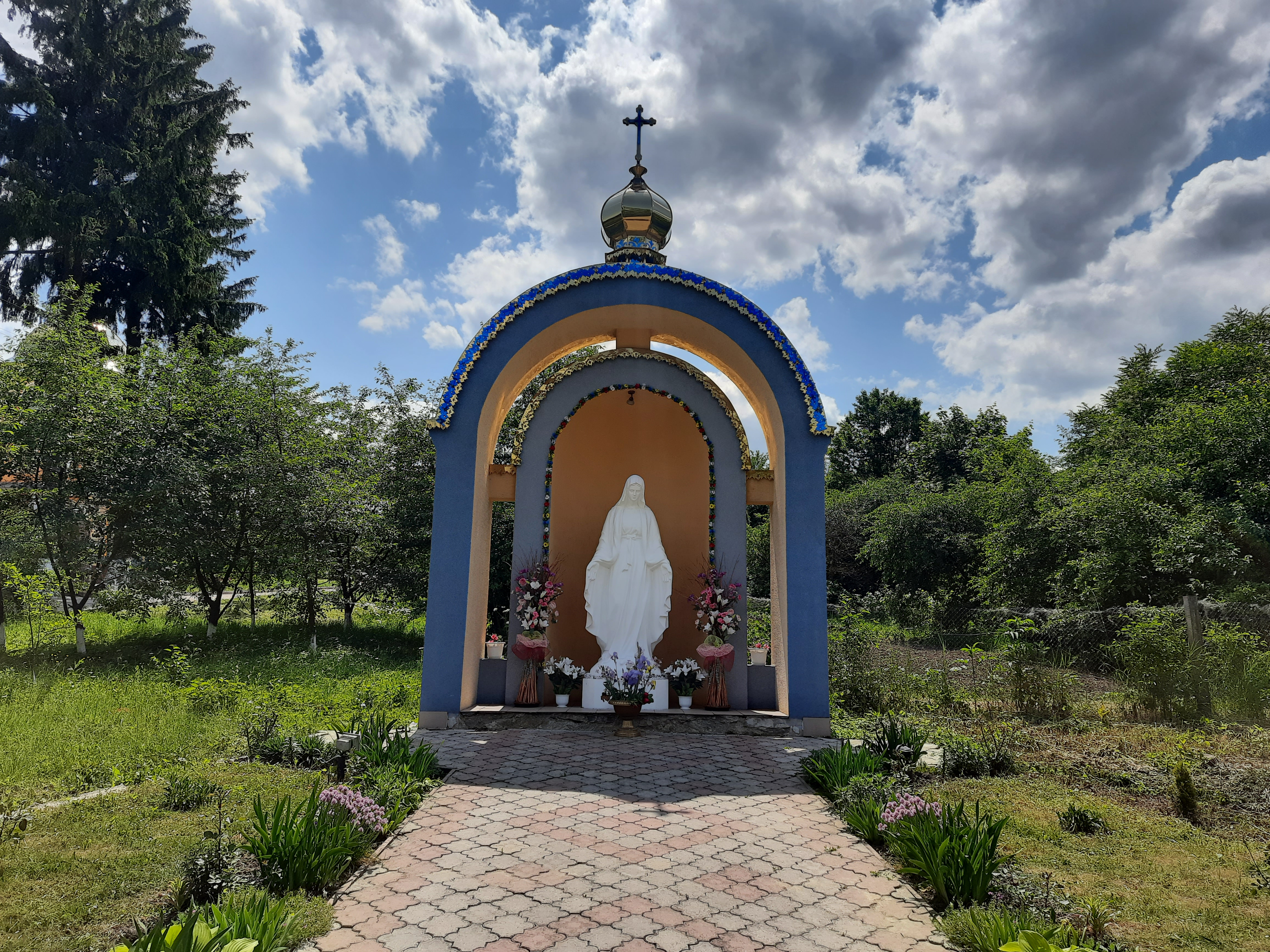

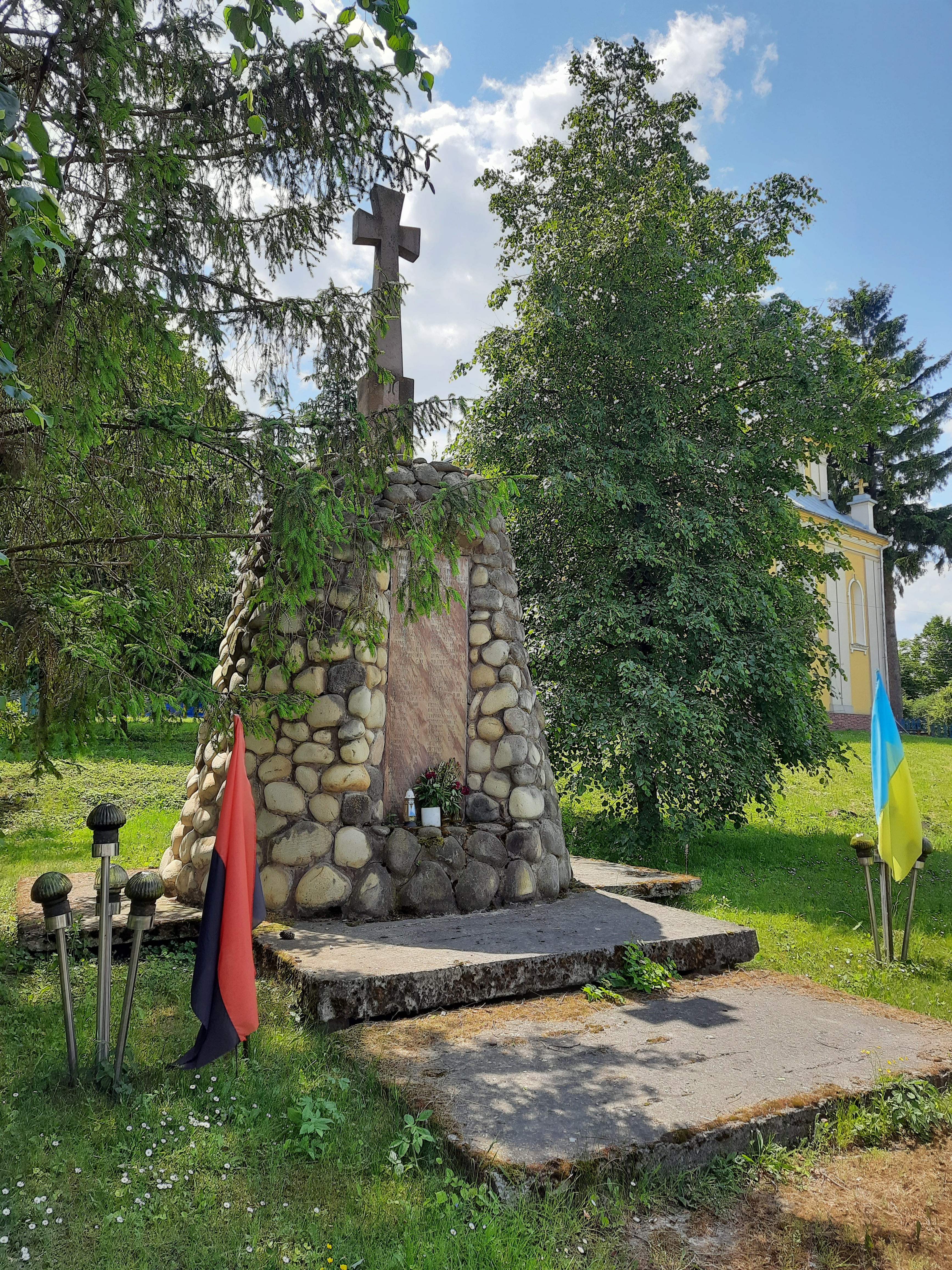
Символічна могила Борцям за волю України

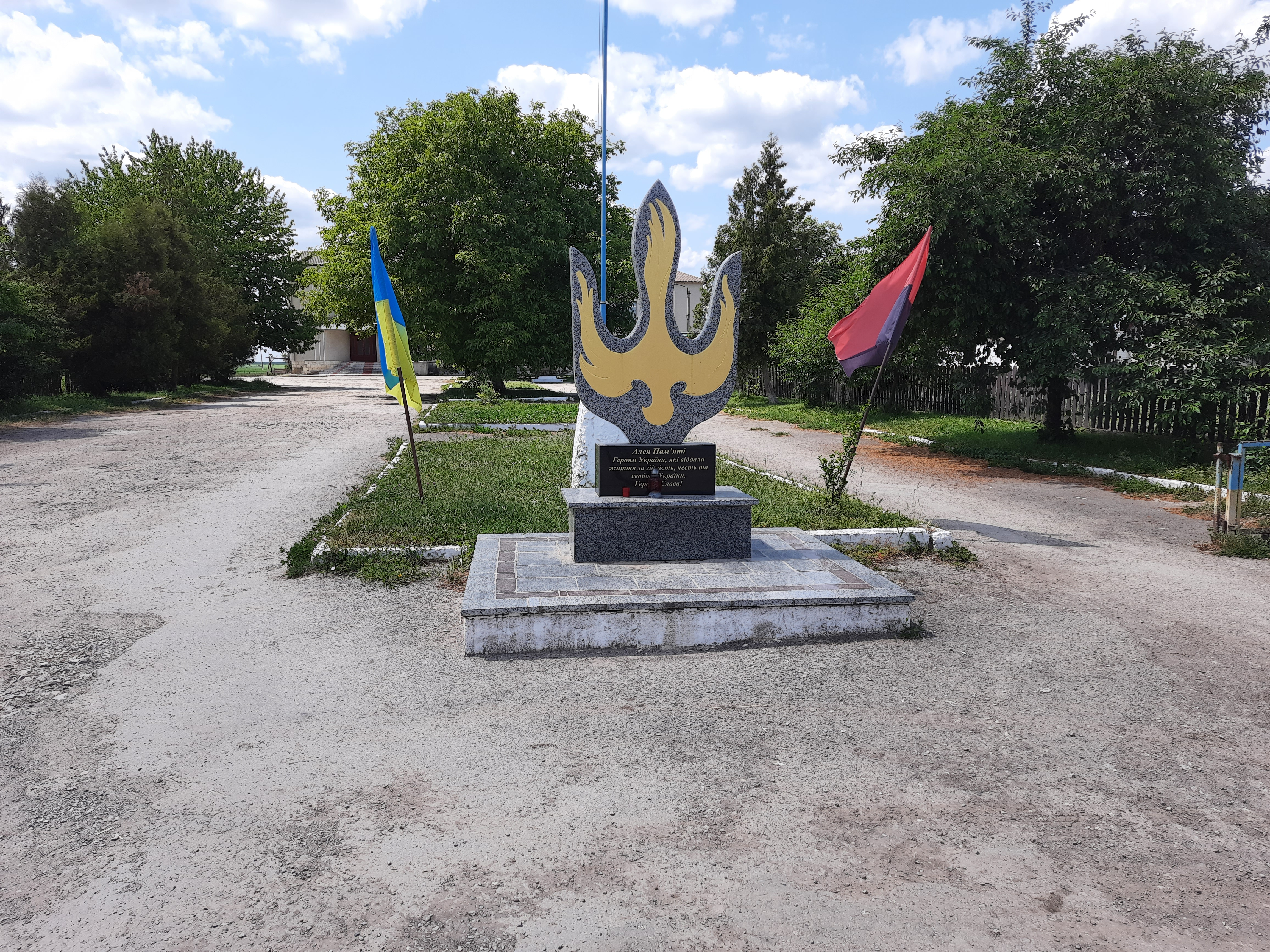
Алея Пам'яті Героїв України

Би́чківці — село в Україні, Тернопільська область, Чортківський район, Чортківська міська громада. Адміністративний центр колишньої Бичківської сільської ради.

## Назва
За історичними згадками, назву Бичківці село отримало від основного заняття жителів — розведення бичків. Інша версія — від прізвища пана Бичковецького, якому деякий період поселення належало.

## Символіка
Герб: щит перетятий вигнуто, у верхньому синьому полі виходить срібний постамент із 4-раменним хрестом із конюшиноподібними завершеннями, у нижньому золотому стоїть чорний бик із повернутою анфас головою та срібними рогами і копитами.
Прапор: квадратне синє полотнище, з нижнього краю до середини якого йде заокруглене жовте поле, з вершини якого виходить білий постамент із 4-раменним хрестом із конюшиноподібними завершеннями, а під ним стоїть чорний бик із повернутою анфас головою та білими рогами і копитами.
Зображення бика є номінальним символом і вказує на назву поселення (герб є промовистим), а також на пов’язані з цим промисли годівлі бичків. Хрест на пагорбі означає високу духовність мешканців та підкреслює збережені тут придорожні хрести.

## Географія
Розташоване за 12 км від районного центру і 12 км від найближчої залізничної станції Білобожниця.
Територія 2,8 кв. км. Дворів — 250.

## Історія
У селі виявлено пам'ятки трипільської культури.
Перша письмова згадка — 1442 (під назвою Уґельче).
Згадується 29 березня 1449 року в книгах галицького суду.
Власниками села були, зокрема, Катажина Бучацька-Творовська, референдар Стефан Потоцький.
У 1655 в селі вибухнуло повстання проти пана;
В 1755 спалахує епідемія заразної хвороби, можливо, чуми. Збереглися датовані цим роком два хрести — на місцях поховання Барбари та її чоловіка.
1785 — у селі проживали 300 українців і 170 поляків.
Жителі Бичківців у 1837 році взяли участь у повстанні під проводом С. Штогрина проти панів, що охопило весь Чортківський округ. Більше половини мешканців села становили латинники — давні колоністи та двірська служба; місцеві жителі займалися хліборобством; були шевці, кравці, кушнірі, теслярі, ковалі, ткачі.
У XIX століття власник маєтку в Бичківцях — Цєлецький, функціонував фільварок Богуслав.

### XX століття
- 1900 в Бичківцях було 1524 жителі,
- 1910—1558,
- 1921—1446,
- 1931—1492 жителі;
- 1921—236,
- 1931—297 дворів.

Під час Першої світової війни до Леґіону УСС зголосився мешканець села Іван Цибульський.
1 серпня 1934 року село увійшло до складу новоутвореної сільської гміни Білобожниця.
1939—1941 у Чортківській тюрмі працівники НКВС замучили жителів села: Івана Горобця, Василя Козюка, Василя Лиса, Івана Маланчука, Івана і Павла Олійників, Петра Слоїка;
20–21 липня 1941 роках розстріляли в Уманській тюрмі на Черкащині Івана й Михайла Ковальчуків, Миколу і Юрія Козюків, Степана Крайчого, Івана Леськіва, Миколу Мороза, Михайла Чепурду й Онуфрія Чупурука.
Від 1943 році в Бичківцях діяв осередок ОУН.
Навесні 1944 мешканців села евакуювали у зв'язку з тим, що тут мала пролягти лінія фронту.
Під час німецько-радянської війни загинули або пропали безвісти у Червоній армії 34 особи. У березні 1945 в Бичківці примусово переселили 360 українців із Скопів (Польща).
З 24 грудня 2019 року Бичківці належать до Чортківської міської громади.
12 червня 2020 року, відповідно до розпорядження Кабінету Міністрів України № 724-р «Про визначення адміністративних центрів та затвердження територій територіальних громад Тернопільської області» увійшло до складу Чортківської міської громади.
19 липня 2020 року, в результаті адміністративно-територіальної реформи та ліквідації Чортківського району (1940—2020), увійшло до складу новоутвореного Чортківського району.

## Релігія
- церква Успіння святого апостола і євангеліста Івана Богослова (ПЦУ[10], 1827; кам'яна);
- каплиця Преображення Господнього (УГКЦ, 1827; відновлена в 2010);
- костел Матері Божої Скорботної (1895).

## Пам'ятки
В урочищі «Бичківці» росте дуб черещатий «Бичківський» (понад 320 років), висотою 32 м, діаметром 162 см. у старому парку, біля церкви — дуб черещатий «Пірамідальний» (понад 100 років), діаметром — 68 см і сосна Веймутова (понад 190 років), висотою 28 м і діаметром 81 см.

## Пам'ятники
У 1992 році насипано символічну могилу Борцям за волю України.
Споруджено: пам'ятник полеглим у німецько-радянській війні воїнам-односельцям (1976);
- встановлено
  - скульптура Архістратига Михаїла (2012 р.).
  - хрест на честь скасування панщини (1892),
  - пам'ятник до 40-річчя Перемоги (1985).

На місцевому римо-католицькому цвинтарі вціліла капличка.

## Населення
| 1524 | 1558 | 1446 | 1492 | 776 | 755 |

## Соціальна сфера
- За Австро-Угорщини діяла 2-класна школа, за Польщі — 3-класна з польською мовою навчання.
- 1860 році вперше згадана школа при церкві (учителював дяк Криворучка). У селі діяли публічна школа (вчи- тель Антін Городиський, 1875—1908).
- Від 1892 діяла читальня товариства «Просвіта».
- Від 1931 працювали філії товариств «Сільський господар», «Луг» та ін.
- 1947 засновано бібліотеку;
- 1950 вольовим меодом створено колгосп.
- У 1960-х роках — відкрито школу, крамницю, дитячий садок, ФАП.
- Працюють музей історії церкви (від 1995), загальноосвітня школа І-ІІ ступенів, Будинок культури, бібліотека, ФАП, поштове відділення, 3 магазини.

## Відомі люди

### Народилися
- Ольга Федорців (нар. 1956) — учена в галузі медицини;
- Орест Драбинястий (нар. 1930) — учасник національно-визвольних змагань;
- Степан Дмитерко (василіянин, чернече ім'я — Софрон; 1917—2008) — релігійний діяч, єпископ УГКЦ;
- Крушинська Надія-Соломія  —  художниця, дизайнер, педагог.
- Ярослав Солтис (нар. 1948) — соліст-вокаліст (баритон), член Національної всеукраїнської музичної спілки, заслужений працівник культури УРСР, заслужений артист УРСР, народний артист України;
- Адам Цибульський (нар. 1948) — народний артист України, актор Львівського академічного обласного музично-драматичного театру ім. Юрія Дрогобича (м. Дрогобич).

### Поховані
- Вінцентій Гавел Потоцький (бл. 1744 — 27.9.1787),[11] спадкоємець частини «фортуни» Миколи Василя Потоцького;[12] його удова Анна з Мицельських вийшла заміж за Юзефа Целецького гербу Заремба.

## У літературі
М. Любинський видав книгу «Бичківці. Крізь віки до сьогодення» (1994).